# شنيمة
شَنِيمْة (الاسم العلمي: Sphaceloma)، جنس فطور. أنواعه مؤذية تركب الأوراق والأفنان والثمار فتعطبها. يحتوي الجنس على 52 نوع.